# Фрутланд
Фрутланд (на английски: Fruitland) е град в окръг Пайет, щата Айдахо, САЩ. Фрутланд е с население от 3805 жители (2000) и обща площ от 3,9 km². Намира се на 679 m надморска височина. ЗИП кодът му е 83619, а телефонният му код е 208.